# Cot Reuleuet
Cot Reuleuet är en kulle i Indonesien.   Den ligger i provinsen Aceh, i den västra delen av landet, 1 800 km nordväst om huvudstaden Jakarta. Toppen på Cot Reuleuet är 263 meter över havet.
Terrängen runt Cot Reuleuet är kuperad västerut, men österut är den platt.Runt Cot Reuleuet är det tätbefolkat, med 297 invånare per kvadratkilometer. Närmaste större samhälle är Sigli, 19,0 km öster om Cot Reuleuet. Trakten runt Cot Reuleuet består till största delen av jordbruksmark.